# Edwyn Bevan
Edwyn Robert Bevan, född 15 februari 1870, död 18 oktober 1943, var en brittisk historiker. Han var dotterson till Philip Shuttleworth och bror till Anthony Ashley Bevan.
Bevan var lecturer i hellenistisk historia vid King's College London 1932-1933, därefter bosatt i Oxford. Mångsidigt utbildad filolog och arkeolog ägnade sig Bevan i synnerhet åt religionshistoriska problem. Bland hans arbeten märks The house of Seleucus (2 band, 1902), Stoics and sceptics (1913), Hellenism and Christianity (1921), Later Greek religion (1927), A history of Egypt under Ptolemaic dynasty (1927), Sibyls and seers (1928), Symbolism and belief (1938) samt Holy images (1940). Bevan var även medarbetare i The Cambridge ancient history och översatte dramer av Aischylos (2 band, 1902-1912) och Leonidas från Taros (1931).